# 1986年全米オープン (テニス)
1986年 全米オープン（1986ねんぜんべいオープン、US Open 1986）は、アメリカ・ニューヨークマンハッタンにある「USTAナショナル・テニスセンター」にて、1986年8月26日から9月7日にかけて開催された。

## シード選手

### 男子シングルス
1. イワン・レンドル　（優勝、大会2連覇）
2. マッツ・ビランデル　（4回戦）
3. ボリス・ベッカー　（ベスト4）
4. ステファン・エドベリ　（ベスト4）
5. ヤニック・ノア　（3回戦）
6. ジミー・コナーズ　（3回戦）
7. ヨアキム・ニーストロム　（ベスト8）
8. アンリ・ルコント　（ベスト8）
9. ジョン・マッケンロー　（1回戦）
10. アンドレス・ゴメス　（2回戦）
11. ミカエル・ペルンフォルス　（2回戦）
12. シェリー・テュラーヌ　（1回戦）
13. アンダース・ヤリード　（3回戦）
14. ティム・メイヨット　（1回戦）
15. ブラッド・ギルバート　（4回戦）
16. ミロスラフ・メチージュ　（準優勝）

### 女子シングルス
1. マルチナ・ナブラチロワ　（優勝、2年ぶり3度目）
2. クリス・エバート　（ベスト4）
3. シュテフィ・グラフ　（ベスト4）
4. ハナ・マンドリコワ　（4回戦）
5. パム・シュライバー　（ベスト8）
6. クラウディア・コーデ＝キルシュ　（4回戦）
7. ヘレナ・スコバ　（準優勝）
8. ボニー・ガドゥセク　（ベスト8）
9. マニュエラ・マレーバ　（ベスト8）
10. キャシー・リナルディ　（1回戦）
11. ガブリエラ・サバティーニ　（4回戦）
12. ジーナ・ガリソン　（4回戦）
13. ステファニー・レイヒ　（4回戦）
14. カタリナ・リンドクイスト　（4回戦）
15. キャシー・ジョーダン　（4回戦）
16. カーリン・バセット　（1回戦）

## 大会経過

### 男子シングルス
準々決勝
- イワン・レンドル vs.  アンリ・ルコント　7-6, 6-1, 1-6, 6-1
- ステファン・エドベリ vs.  ティム・ウィルキソン　6-3, 6-3, 6-3
- ボリス・ベッカー vs.  ミラン・シュレイバー　6-3, 6-2, 6-1
- ミロスラフ・メチージュ vs.  ヨアキム・ニーストロム　6-4, 6-2, 3-6, 6-2

準決勝
- イワン・レンドル vs.  ステファン・エドベリ　7-6, 6-2, 6-3
- ミロスラフ・メチージュ vs.  ボリス・ベッカー　4-6, 6-3, 6-4, 3-6, 6-3

### 女子シングルス
準々決勝
- マルチナ・ナブラチロワ vs.  パム・シュライバー　6-2, 6-4
- シュテフィ・グラフ vs.  ボニー・ガドゥセク　6-3, 6-1
- ヘレナ・スコバ vs.  ウェンディ・ターンブル　6-4, 6-0
- クリス・エバート・ロイド vs.  マニュエラ・マレーバ　6-2, 6-2

準決勝
- マルチナ・ナブラチロワ vs.  シュテフィ・グラフ　6-1, 6-7, 7-6
- ヘレナ・スコバ vs.  クリス・エバート・ロイド　6-2, 6-4

## 決勝戦の結果
- 男子シングルス： イワン・レンドル vs.  ミロスラフ・メチージュ　6-4, 6-2, 6-0
- 女子シングルス： マルチナ・ナブラチロワ vs.  ヘレナ・スコバ　6-3, 6-2
- 男子ダブルス： アンドレス・ゴメス＆ スロボダン・ジボイノビッチ vs.  マッツ・ビランデル＆ ヨアキム・ニーストロム　4-6, 6-3, 6-3, 4-6, 6-3
- 女子ダブルス： マルチナ・ナブラチロワ＆ パム・シュライバー vs.  ハナ・マンドリコワ＆ ウェンディ・ターンブル　6-4, 3-6, 6-3
- 混合ダブルス： セルヒオ・カサル＆ ラファエラ・レジ vs.  ピーター・フレミング＆ マルチナ・ナブラチロワ　6-4, 6-4